# 運輸節點
節點是運輸系統中一個重要的結構要素，通常指一群人共同活動的村落或都市。
旅客或貨物移動時必定有一起點和終點，起點和終點之間，尚有旅客需要換車，或貨物需要轉運的轉換點。這些移動的起點終點和轉運點，就通稱為節點。
節點內部的居民，其活動性質不同，在運輸體系伴演的機能也各有異。例如，有些節點的居民，從事農業、礦業、漁業、牧業等一級產業活動為主，通常伴演著起點的機能；有些節點的居民，以提供遊憩宗教和文化等服務為主，其在運輸上伴演終點的機能，較為重要。不過大體而言，大部分的節點均同時伴演起點和終點的功能。例如許多城市，既是附近農村銷售農產品的終點，也是為這些農村提供服務的起點。
終點與節點間能夠相通的容易程度，稱為該節點的相對易達性。易達性的高低，與節點的性質規模有密切關係。通常具有轉運性質或規模較大的節點，由於通過的運輸路線較多，所以相對易達性較高；反之，性質單純或規模較小的節點，通過的運輸路線較少，易達性也較低。